# CANT 36
Il CANT 36 era un monomotore da addestramento biplano realizzato in un unico esemplare dalla divisione aeronautica dell'azienda italiana Cantieri Riuniti dell'Adriatico nei primi anni trenta.
Progettato per rispondere ad una specifica per la fornitura di un nuovo velivolo da destinare alle scuole di volo della Regia Aeronautica, seppur valutato positivamente dal personale militare il modello non ebbe seguito produttivo.

## Storia del progetto
Nel 1931 il Ministero dell'aeronautica, per conto della Regia Aeronautica, emise una specifica per la fornitura di un nuovo velivolo biposto da addestramento avanzato da destinare alla formazione dei piloti di secondo periodo. Alla richiesta rispose la divisione aeronautica del Cantiere Navale Triestino con un progetto di un velivolo dall'aspetto convenzionale.
Il progetto venne affidato a Raffaele Conflenti che disegnò un velivolo monomotore completamente realizzato in legno e tela caratterizzato dalla configurazione alare biplana e carrello fisso e dotato di una coppia di abitacoli aperti in tandem. Sottoposto alla valutazione delle autorità ministeriali il modello, al quale venne assegnata la designazione aziendale CANT 36, venne giudicato idoneo e venne emesso un contratto di fornitura (nr. 733) per un esemplare acquistato per la cifra di £. 230 000, successivamente approvato con decreto N°2245 del 13 gennaio 1931, ed immatricolato con la matricola militare MM.148.
Il prototipo venne portato in volo per la prima volta il 1º giugno dello stesso anno quindi consegnato alla Regia Aeronautica che provvide ad assegnarlo ad una delle sue scuole di pilotaggio.

## Tecnica
Il CANT 36 era un velivolo di aspetto convenzionale per l'epoca, realizzato con struttura interamente lignea: monomotore biplano, biposto a carrello fisso.
La fusoliera, realizzata in legno e rivestita in legno e tela, era caratterizzata dalla presenza di due abitacoli aperti, entrambi protetti da parabrezza, destinati l'anteriore all'allievo pilota ed il posteriore all'istruttore. Posteriormente terminava in un impennaggio tradizionale monoderiva con piani orizzontali controventati.
La configurazione alare era biplano-sesquiplana, ovvero con ala superiore di maggior apertura dell'inferiore, realizzate anch'esse con struttura composta da longheroni e centine in legno e ricoperte in tela. Le due ali erano collegate tra loro con una travatura Warren, la superiore montata alta a parasole e l'inferiore bassa sulla fusoliera, dotata di diagonali a W con crociere e doppi puntoni.
Il carrello d'atterraggio era un semplice biciclo fisso ed ammortizzato, collegato alla parte inferiore della fusoliera, integrato posteriormente da un pattino d'appoggio posizionato sotto la coda.
La propulsione era affidata ad un motore Isotta Fraschini Asso 200, un 6 cilindri in linea raffreddati ad acqua in grado di erogare una potenza pari a 	250 CV (184 kW), posizionato all'apice anteriore della fusoliera racchiuso in un cofano metallico, che integrava anche l'impianto di raffreddamento, collegato ad un'elica bipala a passo fisso.
Per la tipologia della sua destinazione d'uso non era equipaggiato con alcun armamento.

## Impiego operativo
Il CANT 36 rimase in carico alla Regia Aeronautica per un decennio fino al 1º giugno 1941, quando venne dichiarato fuori uso e successivamente demolito.

## Utilizzatori
Italia
- Regia Aeronautica